# Cerro Alconcha
Cerro Alconcha är ett berg i Chile.   Det ligger i regionen Región de Antofagasta, i den norra delen av landet, 1 400 km norr om huvudstaden Santiago de Chile. Toppen på Cerro Alconcha är 4 813 meter över havet.
Terrängen runt Cerro Alconcha är huvudsakligen kuperad, men åt nordväst är den platt. Trakten runt Cerro Alconcha är nära nog obefolkad, med mindre än två invånare per kvadratkilometer.. 
Omgivningarna runt Cerro Alconcha är i huvudsak ett öppet busklandskap.